# Стипаничич-Мрвель, Андрияна
Андрияна Стипаничич-Мрвель (хорв. Andrijana Stipaničić Mrvelj, род. 18 сентября 1981 года, Риека) — хорватская биатлонистка, участница зимних Олимпийских игр 2010 года.

## Спортивная карьера

### Лыжные гонки
Спортивную карьеру на международном уровне Андрияна Стипаничич начала в лыжных гонках.
В 1999 году выступила на чемпионате мира по лыжным гонкам среди юниоров в Зальфельдене, заняв 67-е место в гонке на 5 км классикой и 45-е в гонке на 15 км свободным стилем. На чемпионате мира по лыжным гонкам среди юниоров 2000 года в спринте свободным стилем заняла 65-е место, в гонке на 5 км свободным стилем — 71-е, на 15 км классическим стиле — 66-е.
Также Андрияна выступала в континентальных кубках в 1999—2005 годах, но высоких результатов не показывала.
На Универсиаде 2005 года в спринте стала 63-й, а в гонке на 5 км — 75-й.

### Биатлон
С сезона 2005/2006 Стипаничич выступает в биатлоне.
В декабре 2005 года  Андрияна Стипаничич дебютировала в Кубке IBU по биатлону в Обертиллиахе, заняв 45-е место в индивидуальной гонке. В январе 2006 года состоялся дебют на Кубке мира в Рупольдинге, где в спринте Андрияна стала 99-й. На чемпионате Европы Стипанчич показывает 61-й результат в спринте и 67-й — в индивидуальной гонке. За сезон лучшие результаты Андрияны на Кубке IBU — 10-е место в спринте и 9-е в преследовании в Валь-Мартелло, а на Кубке мира — 84-е в спринте в Поклюке.
В сезоне 2006/2007 лучший результат на Кубке мира показывает в Хохфильцене, занимая 75-е место в спринте. На Универсиаде 2007 года в Турине лучший результат — 21-е место в спринте. На чемпионате Европы становится 25-й в спринте и 23-й в преследовании. На Кубке IBU в Риднау занимает 14-е место в спринте и 12 в гонке преследования.
В 2008 выступила на чемпионате мира в Эстерсунде, где заняла 58-е место в индивидуальной гонке. На чемпионате Европы в Нове-Место лучшим было 22-е место в гонке преследования. В сезоне 2007/2008 на Кубке мира лучший личный результат Стипаничич показала в Холменколлене, заняв в спринте 55-е место. 
В 2009 на чемпионате мира в Пхёнчхане Андрияна Стипаничич показала свой лучший результат за карьеру, заняв 39-е место в индивидуальной гонке и набрав 2 очка в зачёт Кубка мира.
В начале сезоне 2009/2010 выступает на Кубке IBU, на этапе в Обертиллиахе достигает своего лучшего результата, занимая 7-е место в спринте. Выступила на Олимпийских играх 2010 года в Ванкувере. Спринтерскую гонку пропустила по состоянию здоровья, а в индивидуальной гонке заняла 83-е место. В марте 2010 года Стипаничич проводит свою последнюю гонку на Кубке мира, занимая 80-е место в спринте в Холменколлене. 

## Результаты

### Биатлон
Олимпийские игры
| Год  | Место проведения | Спринт | Гонка преследования | Индивидуальная гонка | Масс-старт | Эстафета |
| ---- | ---------------- | ------ | ------------------- | -------------------- | ---------- | -------- |
| 2010 | Ванкувер         | DNS    | —                   | 83                   | —          | —        |

Чемпионаты мира
| Год  | Место проведения | Спринт | Гонка преследования | Индивидуальная гонка | Масс-старт | Эстафета | Смешанная эстафета |
| ---- | ---------------- | ------ | ------------------- | -------------------- | ---------- | -------- | ------------------ |
| 2008 | Эстерсунд        | DNS    | —                   | 58                   | —          | —        | —                  |
| 2009 | Пхёнчхан         | 75     | —                   | 39                   | —          | 22       | —                  |

Чемпионаты Европы
| Год  | Место проведения | Спринт | Гонка преследования | Индивидуальная гонка | Эстафета |
| ---- | ---------------- | ------ | ------------------- | -------------------- | -------- |
| 2006 | Лангдорф         | 61     | —                   | 67                   | —        |
| 2007 | Банско           | 25     | 23                  | 35                   | —        |
| 2008 | Нове-Место       | 23     | 22                  | 47                   | —        |

Универсиада
| Год  | Место проведения | Спринт | Гонка преследования | Индивидуальная гонка | Эстафета |
| ---- | ---------------- | ------ | ------------------- | -------------------- | -------- |
| 2007 | Турин            | 21     | 26                  | 25                   | 7        |

### Лыжные гонки
Чемпионаты мира среди юниоров
| Год  | Место проведения | Спринт | 5 км | 15 км | Эстафета |
| ---- | ---------------- | ------ | ---- | ----- | -------- |
| 1999 | Зальфельден      | —      | 67   | 45    | —        |
| 2000 | Штрбске Плесо    | 65     | 71   | 66    | —        |

Универсиада
| Год  | Место проведения | Спринт | 5 км | 15 км | Эстафета |
| ---- | ---------------- | ------ | ---- | ----- | -------- |
| 2005 | Инсбрук          | 63     | 75   | —     | —        |